# Lila Neugebauer
Lila Neugebauer  /ˈlaɪlə_ˈnɔɪɡəbaʊ.ər/ ;  (nacida en 1985) es una directora de teatro, escritora y directora artística estadounidense. Tras estudiar en la Universidad de Yale, comenzó a dirigir numerosas producciones teatrales. Saltó a la fama dirigiendo la reposición en Broadway de la obra de memoria de Kenneth Lonergan The Waverly Gallery (2018), que fue nominada al Premio Tony a la Mejor Reposición de una Obra de Teatro. Desde entonces ha dirigido el drama familiar de Branden Jacobs-Jenkins Appropriate (2023), por el que recibió una nominación al Premio Tony, la sátira política de Itamar Moses The Ally (2024) y la reposición de Antón Chéjov Uncle Vanya (2024).
Ha dirigido varios episodios de la serie cómica The Sex Lives of College Girls (2021-2022), creada por Mindy Kaling y creada por HBO Max, y ha debutado como directora de cine con el drama de A24 Causeway (2022), protagonizado por Jennifer Lawrence y Brian Tyree Henry.

## Biografía
Neugebauer nació y se crio en Nueva York. Nacida en Upper West Side, creció viendo obras y expuesta al teatro, y atribuye gran parte de ello a su madre. Estudió en el Hunter College High School, donde actuó en Siete minutos en el cielo, de su compañero de estudios Lin-Manuel Miranda. Neugebauer interpretaba a una fiestera. Neugebauer estudió Filología Inglesa en la Universidad de Yale, donde entabló amistad con la actriz y dramaturga Zoe Kazan. Ha dicho que "una de las mejores clases que tomé fue una de Derecho Constitucional" Durante su estancia en Louisville, recibió el premio Princess Grace Theater Fellowship 2013 en colaboración con el Actors Theatre of Louisville.

## Trayectoria
Una de las jóvenes directoras de escena más destacadas, entre las producciones escénicas de Neugebauer figuran Mary Page Marlowe (2018), de Tracy Letts, At Home at the Zoo (2018), de Edward Albee, y los estrenos mundiales de The Wolves (2017), de Sarah DeLappe, Mrs. Murray's Menagerie (2019) y Miles For Mary (2017), Appropriate (2016) y Everybody (2017), de Branden Jacobs-Jenkins, así como The Antipodes (2017), de Annie Baker. Neugebauer ha seguido dirigiendo varias obras fuera de Broadway.
Debutó en Broadway como directora de la reposición de The Waverly Gallery, de Kenneth Lonergan, que debutó en el John Golden Theatre el 25 de septiembre de 2018 en preestrenos y se estrenó oficialmente el 25 de octubre. La obra, producida por Scott Rudin, se considera una "obra para el recuerdo", y está protagonizada por Elaine May, Lucas Hedges, Michael Cera, Joan Allen y David Cromer. La obra recibió elogios generalizados de la crítica, entre ellos el de Ben Brantley, crítico teatral de The New York Times, que describió su dirección como "afinada". La reposición recibió una nominación al Premio Tony a la Mejor Obra de Teatro, y una victoria como Mejor Actriz de Teatro (Elaine May). Ese mismo año debutó como directora de televisión en un episodio de la serie de HBO Room 104, de los hermanos Duplass.
En abril de 2019, se anunció que Neugebauer se asociaría con A24 y Scott Rudin para hacer su debut como directora de cine con Red, White and Water, más tarde retitulada Causeway,junto a la guionista primeriza Elizabeth Sanders. Se anunció que Jennifer Lawrence se unía al proyecto como actriz estrella, la fase principal de rodaje del proyecto comenzó a mediados de junio de 2019 en Nueva Orleans.
De 2021 a 2022 dirigió múltiples episodios de la serie de comedia creada por Mindy Kaling The Sex Lives of College Girls en HBO Max.
En 2023 dirigió la obra de Branden Jacobs-Jenkins Appropriate en Broadway. La producción estuvo protagonizada por Sarah Paulson, Corey Stoll, Natalie Gold y Elle Fanning. La obra, un drama familiar, gira en torno a una familia que intenta vender la casa tras la muerte del patriarca y descubre un oscuro secreto. Al año siguiente dirigió la obra política de Itamar Moses The Ally en el Public Theater donde Josh Radnor interpreta a un profesor universitario judío al que un estudiante le pide que firme un manifiesto político. Ese mismo año dirigió la reposición de la obra de Anton Chekov Tío Vania en el Teatro Vivian Beaumont del Lincoln Center. En el reparto figuran Steve Carell, Alison Pill, William Jackson Harper, Jayne Houdyshell y Alfred Molina.

## Filmografía

### Película
| Año  | Título   | Notas                    | Ref.   |
| ---- | -------- | ------------------------ | ------ |
| 2022 | Causeway | Debut en el largometraje | [ 15 ] |

### Televisión
| Año     | Título                                | Notas                             | Ref.   |
| ------- | ------------------------------------- | --------------------------------- | ------ |
| 2018    | Room 104                              | Episodio: "Josie y yo"            | [ 16 ] |
| 2021    | Maid                                  | Episodio: "Ladrón"                | [ 16 ] |
| 2021-22 | The Sex Lives of College Girls        | 3 episodios                       | [ 16 ] |
| 2023    | The Last Thing He Told Me (TV series) | Episodio: "Cuando éramos jóvenes" | [ 16 ] |

### Teatro
| Año  | Obra                                       | Autor                                            | Lugar                                              | Ref.   |
| ---- | ------------------------------------------ | ------------------------------------------------ | -------------------------------------------------- | ------ |
| 2012 | The Aliens                                 | Annie Baker                                      | San Francisco Playhouse, California                | [ 17 ] |
| 2012 | The Aliens                                 | Annie Baker                                      | Studio Theatre, Washington D. C.                   | [ 18 ] |
| 2013 | O Guru Guru Guru                           | Mallery Avidon                                   | Actors Theatre of Louisville, Kentucky             | [ 19 ] |
| 2013 | Red Speedo                                 | Lucas Hnath                                      | Studio Theatre, Washington D. C.                   | [ 20 ] |
| 2014 | Trudy and Max in Love                      | Zoe Kazan                                        | South Coast Repertory, California                  | [ 21 ] |
| 2014 | The Wayside Motor Inn                      | A.R. Gurney                                      | The Pershing Square Signature Center, Off-Broadway | [ 22 ] |
| 2015 | Kill Floor                                 | Abe Koogler                                      | Claire Tow Theater, New York                       | [ 23 ] |
| 2015 | Arcadia                                    | Tom Stoppard                                     | Stephanie P. McClelland Drama Theater, New York    | [ 24 ] |
| 2016 | The Sandbox Drowning Funnyhouse of a Negro | Edward Albee Maria Irene Fornes Adrienne Kennedy | The Pershing Square Signature Center, Off-Broadway | [ 25 ] |
| 2016 | The Wolves                                 | Sarah DeLappe                                    | Duke on 42nd Street, Off-Broadway                  | [ 26 ] |
| 2016 | Appropriate                                | Branden Jacobs-Jenkins                           | Stephanie P. McClelland Drama Theater, New York    | [ 27 ] |
| 2017 | Everybody                                  | Branden Jacobs-Jenkins                           | The Pershing Square Signature Center, Off-Broadway | [ 28 ] |
| 2017 | The Antipodes                              | Annie Baker                                      | The Pershing Square Signature Center, Off-Broadway | [ 29 ] |
| 2017 | After the Blast                            | Zoe Kazan                                        | Claire Tow Theater, New York                       | [ 30 ] |
| 2017 | The Wolves                                 | Sarah DeLappe                                    | Mitzi E. Newhouse Theatre, Off-Broadway            |        |
| 2018 | Miles for Mary                             | The Mad Ones                                     | Playwrights Horizons, Off-Broadway                 | [ 31 ] |
| 2018 | Edward Albee's At Home at the Zoo          | Edward Albee                                     | The Pershing Square Signature Center, Off-Broadway | [ 32 ] |
| 2018 | Peace for Mary Frances                     | Lily Thorne                                      | The Pershing Square Signature Center, Off-Broadway | [ 33 ] |
| 2018 | Mary Page Marlowe                          | Tracy Letts                                      | Second Stage Theater, Off-Broadway                 | [ 34 ] |
| 2018 | The Waverly Gallery                        | Kenneth Lonergan                                 | John Golden Theatre, Broadway Debut                | [ 35 ] |
| 2019 | Mrs. Murray's Menagerie                    | The Mad Ones                                     | Ars Nova at Greenwich House Theatre, Off-Broadway  | [ 36 ] |
| 2021 | Morning Sun                                | Simon Stephens                                   | Manhattan Theatre Club, Off-Broadway               | [ 37 ] |
| 2022 | Oh God, A Show About Abortion              | Alison Leiby                                     | Cherry Lane Theatre, Off-Broadway                  | [ 38 ] |
| 2023 | Appropriate                                | Branden Jacobs-Jenkins                           | Hayes Theater, Broadway                            | [ 39 ] |
| 2024 | The Ally                                   | Itamar Moses                                     | The Public Theater, Off-Broadway                   | [ 40 ] |
| 2024 | Uncle Vanya                                | Anton Chekhov                                    | Vivian Beaumont Theater, Broadway                  | [ 41 ] |

## Premios y nominaciones
| Año  | Premio                     | Categoría                       | Trabajos nominados           | Resultado | Ref.   |
| ---- | -------------------------- | ------------------------------- | ---------------------------- | --------- | ------ |
| 2015 | Drama Desk Award           | Outstanding Director of a Play  | The Wayside Motor Inn        |           | [ 42 ] |
| 2017 | Drama Desk Award           | Sam Norkin Award                |                              |           | [ 42 ] |
| 2017 | Obie Award                 | Ensemble Performance            | The Wolves                   |           | [ 42 ] |
| 2017 | Outer Critics Circle Award | Outstanding Director of a Play  | The Wolves                   |           | [ 42 ] |
| 2017 | Lucille Lortel Award       | Outstanding Director            | The Wolves                   |           | [ 42 ] |
| 2018 | Drama League Award         | Outstanding Revival of a Play   | Edward Albee's The Zoo Story |           | [ 42 ] |
| 2018 | Drama Desk Award           | Outstanding Director of a Play  | Miles for Mary               |           | [ 42 ] |
| 2018 | Lucille Lortel Award       | Outstanding Play                | Miles for Mary               |           | [ 42 ] |
| 2018 | Lucille Lortel Award       | Outstanding Director            | Miles for Mary               |           | [ 42 ] |
| 2020 | Lucille Lortel Award       | Outstanding Play                | Mrs. Murray's Menagerie      |           | [ 42 ] |
| 2022 | Rome Film Festival         | Best First Feature Award        | Causeway                     |           | [ 43 ] |
| 2024 | Tony Award                 | Best Direction of a Play        | Appropriate                  |           |        |
| 2024 | Drama Desk Award           | Outstanding Director of a Play  | Appropriate                  |           |        |
| 2024 | Outer Critics Circle Award | Outstanding Director of a Play  | Appropriate                  |           |        |
| 2024 | Drama League Award         | Outstanding Direction of a Play | Appropriate                  |           |        |
| 2024 | Drama League Award         | Outstanding Direction of a Play | Uncle Vanya                  |           |        |